# Grand Theft Hamlet
Grand Theft Hamlet és una pel·lícula documental britànica de 2024 dirigida per Sam Crane i Pinny Grylls. La pel·lícula tracta sobre la posada en escena d'una producció de Hamlet al videojoc Grand Theft Auto Online durant un dels tancaments de la pandèmia de COVID-19 al Regne Unit el 2021.

## Argument
El documental segueix a Sam Crane i Mark Oosterveen mentre intenten llançar i produir una producció virtual en directe de l'obra de teatre de William Shakespeare Hamlet al videojoc Grand Theft Auto Online mentre es queden a casa a causa del bloqueig de la pandèmia del COVID-19 Regne Unit. La pel·lícula està rodada íntegrament dins del videojoc com una producció de Machinima i tots els temes estan representats pels seus avatars del joc.

## Estrena
La pel·lícula es va estrenar al SXSW Film Festival de 2024, on va guanyar el Gran Premi del Jurat a la millor pel·lícula documental. La pel·lícula es va estrenar a les sales de cinema al Regne Unit el 6 de desembre de 2024 per Tull Stories, amb Mubi estrenant la pel·lícula als Estats Units el 17 de gener de 2025 i a nivell mundial al seu servei de streaming el 21 de febrer de 2025.

## Recepció
Al lloc web de l'agregador de ressenyes Rotten Tomatoes, el 93% de les 75 opinions dels crítics són positives, amb una valoració mitjana de 7,9/10. El consens del lloc web diu: "Un exemple sorprenent de l'ús de qualsevol eina a la vostra disposició per fer art memorable, l'enfocament experimental de Grand Theft Hamlet fa justícia pel Bard".Metacritic, que utilitza una mitjana ponderada, va assignar a la pel·lícula una puntuació de 82 sobre 100, basada en 25 crítics, indicant "aclamació universal".
Glenn Kenny de RogerEbert.com va donar a la pel·lícula quatre estrelles de quatre i va escriure: "Més que una simple història d’acudits dolents, Grand Theft Hamlet és un examen puntual, entretingut i commovedor de la conductivitat interdisciplinària en el seu moment més sorprenent."

### Reconeixements
| Premi / Festival de cinema                                   | Data de cerimònia    | Categoria                                | Receptor(s)              | Resultat  | Ref.   |
| ------------------------------------------------------------ | -------------------- | ---------------------------------------- | ------------------------ | --------- | ------ |
| SXSW Film Festival                                           | 13 de març de 2024   | Premi del jurat al millor documental     | Grand Theft Hamlet       | Guanyador | [ 4 ]  |
| Premis British Independent Film                              | 8 de desembre 2024   | Millor director debut (llarg documental) | Sam Crane i Pinny Grylls | Guanyador | [ 3 ]  |
| Premis British Independent Film                              | 8 de desembre 2024   | Premi Raindance Maverick                 | Grand Theft Hamlet       | Guanyador | [ 3 ]  |
| Festival Internacional de Cinema de Vancouver                | 17 d'octubre de 2024 | Premi del Públic                         | Grand Theft Hamlet       | Guanyador | [ 9 ]  |
| LVII Festival Internacional de Cinema Fantàstic de Catalunya | 12 d'octubre de 2024 | Millor pel·lícula documental de Sitges   | Grand Theft Hamlet       | Guanyador | [ 10 ] |